# Van-den-Bosch-Syndrom
Das Van-den-Bosch-Syndrom ist eine sehr seltene angeborene Erkrankung mit den Hauptmerkmalen Intelligenzminderung, Choroideremie, Acrokeratosis verruciformis, Anhidrose und Fehlbildungen des Skelettes.
Die Bezeichnung bezieht sich auf den Autoren der Erstbeschreibung aus dem Jahre 1959 durch den niederländischen Arzt J. Van den Bosch.

## Verbreitung
Die Häufigkeit wird mit unter 1 zu 1.000.000 angegeben, bislang wurde nur eine Familie beschrieben. Die Vererbung erfolgt X-chromosomal rezessiv.

## Ursache
Die Ursache ist nicht bekannt.

## Klinische Erscheinungen
Klinische Kriterien sind:
- Intelligenzminderung
- Entwicklungsrückschritt
- horizontaler Nystagmus
- Choroideremie
- hochgradige Kurzsichtigkeit
- Scapula alata bds.
- Acrokeratosis verruciformis
- Neigung zu Haut- und Atemwegsinfektionen
- Anhidrose
- Skelettfehlbildungen